# Mira (imię)
Mira – imię żeńskie. Jest skróconą (zdrobniałą) formą staropolskiego imienia Mirosława. Imię pochodzenia słowiańskiego o niejasnej etymologii. Najprawdopodobniej wywodzi się od rdzenia mir ("pokój, świat") i oznacza: "zgodna, spokojna". Inna hipoteza zakłada, iż funkcjonuje samodzielnie jako skrót imion Mirosława, Miranda, Sławomira itp. Kolejna teoria głosi, że jest to po prostu żeński odpowiednik imienia Miron. Istnieje także hinduskie imię żeńskie o tym samym brzmieniu, wywodzące się ze słowa oznaczającego "morze, ocean" w języku sanskryt. Nosiła je XVI-wieczna indyjska księżniczka, znana wyznawczyni boga Kriszny. Może stanowić także formę skróconą niesłowiańskiego imienia Miranda.
Mira imieniny obchodzi 26 lutego, 4 kwietnia.
Znane osoby o imieniu Mira:
- Mira Aroyo – wokalistka zespołu Ladytron pochodzenia bułgarskiego
- Mira Marcinów – polska pisarka i filozofka

Znane osoby o pseudonimie Mira:
- Mira Kubasińska (właśc. Marianna) – polska wokalistka bluesowa
- Mira Zimińska-Sygietyńska (właśc. Marianna) – polska aktorka, reżyser i pedagog, współzałożycielka i długoletnia dyrektorka Zespołu „Mazowsze”